# Браїловський Леонід Михайлович
Леонід Михайлович Браїло́вський (4 червня 1867, Харків — 7 липня 1937, Рим) — російський живописець, художник театру, архітектор; член Товариства архітекторів-художників і Московського археологічного товариства; академік Петербурзької академії мистецтв з 1916 року.

## Біографія
Народився 23 травня [4 червня] 1867 року в місті Харкові (тепер Україна) в дворянській родині. Закінчив Харківське реальне училище. З 1886 по 1890 рік навчався на архітектурному відділенні Петербурзької академії мистецтв. Наступні три роки виконував обов'язкові програмні практичні завдання і брав участь у різних конкурсах на отримання медалей. Так у 1890 році нагороджений малою, у 1892 році — великою срібною та у 1893 році малою золотою (за програму «Готель для приїжджих в столиці») медалями. У 1894 році отримав звання класного художника архітектури 1-го ступупеня і право на трирічну пенсійну подорож за кордон для ознайомлення з кращими світовими зразками живопису, скульптури і архітектури, а також вдосконалення знань і майстерності. У 1895—1898 роках здійснив поїздки до Греції, Італії, Франції, навчався у художників Роберто Бомпіані у Римі і академії Р. Жюльєна у Парижі.
З 1898 року викладав у Московському училищі живопису, скульптури та архітектури; у 1900-ті роки у Строгановському художньому училищі.
1918 року виїхав до Константинополя, де 1921 року відкрив власну майстерню. 1922 року у Белґраді заснував і очолив художні майстерні Народного театру. 1925 року переїхав до Риму. 1933 року заснував Музей російського релігійного зодчества при Конгрегації східних церков у Ватикані.
Помер у Римі 7 липня 1937 року. Похований на цвинтарі Кампо Верано у Римі.

## Творчість
Вивчав і копіював фрески в церквах Ярославля, Ростова та Новгорода. У 1890–1920-х роках створив акварелі з видами античних руїн, архітектурних пам'ятників різних країн і епох, з інтер'єрами храмів і палаців. Часто використовував вигадані архітектурні образи, казкові й містичні сюжети.
Був одним із кращих московських художників театру. Оформив
- вистави:
  - «Лихо з розуму» Олександра Грибоєдова (1911);
  - «Склянка води» Ежена Скріба (1911);
  - «Падуанська герцогиня» Оскара Вайлда (1912);
  - «Венеціанський купець» Вільяма Шекспіра (1916);
- оперу «Дон Жуан» Вольфганга Амадея Моцарта (1916).

Автор проєктів приватної вілли в Туапсе (початок 1900-х), проєктів прибуткових будинків і вілл в Криму, зокрема власної вілли (1906), театру в Катеринославі (спільно з Іваном Жолтовським), пам'ятників на могилах Антона Чехова у Москві (1907) та композитора Василя Калинникова в Ялті (1908).
Перебуваючи у Белграді Разом із дружиною Риммою Шмідт-Браїловською оформив:
- опери:
  - «Царева наречена» і «Шехерезада» Микола Римського-Корсакова;
  - «Кармен» Жоржа Бізе;
  - «Євгеній Онєгін» і «Винова краля» Петра Чайковського;
  - «Фауст» Шарля Ґуно;
- драми «Річард ІІІ» і «Король Лір» Вільяма Шекспіра.

З 1891 року брав участь у виставках Товариства російських акварелістів, Московського товариства художників, Нового товариства художників; у багатьох групових виставках в Римі, Мілані, Парижі, Лондоні, Амстердамі, Гаазі, Мюнхені, Будапешті, Нью-Йорку, Белграді.
У 1932 році в Папському Східному інституті була влаштована виставка із 42 картин роботи подружжя Брайловських, де були зображені пам'ятники давньоруського релігійного творчості. Надалі ця колекція була куплена для Ватикану Папою Римським Пієм XI.
Твори художника знаходяться в багатьох музейних зібраннях, в тому числі в Державній Третьяковській галереї, Державному Російському музеї, Державному центральному театральному музеї імені О. О. Бахрушина, Музеї Сорбонни в Парижі, Музеях Ватикану, Музеї російського релігійного зодчества при Конгрегації східних церков у Ватикані та інших.